# Mauro Andrizzi
Mauro Andrizzi (Mar del Plata, 28 marzo 1980) è un regista cinematografico e sceneggiatore argentino.

## Biografia
Mauro Andrizzi si è formato a Buenos Aires alla Scuola Nazionale di Cinema (ENERC)..
Successivamente ha girato, nel Kunsthistorisches Museum di Vienna, il cortometraggio Color and Pixel. Nel 2008, ha diretto il suo primo documentario Mono.
Lo stesso anno si è dedicato alla creazione del documentario sulla guerra in Iraq Iraqi Short Films, una raccolta di filmati girati con i telefoni cellulari dai militari della coalizione statunitense e britannica. Questa pellicola ha ottenuto un notevole successo internazionale..
Nel 2010 il suo film En el futuro è stato presentato nella sezione Orizzonti alla 67ª Mostra internazionale d'arte cinematografica di Venezia, dove ha vinto il Queer Lion.
Nel 2011 il suo film Accidentes Gloriosos è stato presentato nella sezione Orizzonti alla 68 Mostra internazionale d'arte cinematografica di Venezia, dove ha vinto il Premio Orizzonti.

## Filmografia
- 2007 : Mono
- 2008 : Iraqi Short Films
- 2010 : En el futuro
- 2011 : Accidentes gloriosos
- 2016 : Una novia de Shanghai
- 2019: Cairo Affaire